# Lokvari
Lokvari (szerbül: Локвари), település Banja Luka községben, Bosznia-Hercegovinában, Bosanska krajina területén, a Szerb Köztársaságban. 

## Fekvése
Bosznia-Hercegovina északi részén, Banja Luka központjától légvonalban 29, közúton 41 km-re délnyugatra, a Manjača-hegység, ezen belül a Felső-Zmijanje területén, 820-1040 méteres tengerszint feletti magasságban található. 

## Népessége
| Nemzetiségi csoport | Népesség 1991 | Népesség 2013 |
| ------------------- | ------------- | ------------- |
| Szerb               | 322           | 126           |
| Bosnyák             | 0             | 0             |
| Horvát              | 0             | 0             |
| Jugoszláv           | 0             | 0             |
| Egyéb               | 3             | 1             |
| Összesen            | 325           | 127           |

## Története
A Banja Luka és Mrkonjić Grad közötti hegyvidék a középkori zemljaniki plébániához tartozott, amelyet II. Prijezda bosnyák bán 1287-ből származó oklevele említ először. Zmijanje a Jajcától északra fekvő Orbász-völgy várainak elesésével 1527-1528-ban oszmán fennhatóság alá került. Az első, 1540-ig tartó időszakban ezt a területet a Brod járásbeli Vrhovina náhijéhoz csatolták, majd amikor az oszmánok átkeltek a Száván, Zmijanje a Boszniai szandzsákhoz és a Kobaši kadilukhoz tartozott. A harcok lecsendesedésével a Zmijanjei náhije különvált, és önálló közigazgatási egység lett. 1592-től a Banja Luka-i kádilukhoz tartozott.
A település 1878-ig tartozott az Oszmán Birodalomhoz, ekkor a berlini kongresszus határozata alapján az Osztrák-Magyar Monarchia része lett. 1879-ben az első osztrák-magyar népszámlálás során a Banja Luka-i járáshoz tartozó településnek 31 háztartása és 196 ortodox lakosa volt. 1910-ben a Banja Luka-i járáshoz tartozó településen 28 háztartást és 338 lakost találtak. A monarchia szétesésével 1918-ban előbb a Szerb-Horvát-Szlovén Királyság, majd 1929-től a Jugoszláv Királyság része. 1921-ben a községnek összesen 34 háztartása és 343 lakosa volt. Jugoszlávia megszállása után a Független Horvát Állam (NDH) része lett. A második világháború után a szocialista Jugoszláviához tartozott. A daytoni békeszerződést követő területfelosztásnál Banja Luka község részeként a Szerb Köztársaság területéhez került.